# Compagnie anglo-française de tramways
La Compagnie anglo-française de tramways a exploité un réseau de tramways à chevaux dans la ville de Boulogne-sur-Mer entre 1879  et 1899 . La compagnie est d'origine anglaise. Elle a été fondée à Londres le 11 septembre 1872 et sa raison sociale est :  The anglo-french company limited .
En 1881, le 21 mars, à la suite de divers déboires, la compagnie se voit déchue de sa concession qui est attribuée à la Compagnie générale des railways à voie étroite , le 23 juillet 1881.
Le 10 octobre 1896, la Société des tramways électriques de Boulogne-sur-Mer lui succédera.

## Les lignes
Toutes les lignes sont construites à l'écartement normal.
- Le Coin menteur - Établissement  de bains
- Quai de la douane - Casino et plages
- Le Coin menteur - Gare du chemin de fer
- Gare du chemin de fer - Chatillon

Deux lignes seulement seront réalisées :
- Corps de Garde (Place Dalton) - Casino
- Corps de Garde (Place Dalton) - Abattoirs (Sud de la ville)

La première ligne est  mise en service le 28 juin 1879 entre le Coin-Menteur et le Casino